# Kutuzovskaja (stanice metra v Moskvě)
Kutuzovskaja (rusky Кутузовская) je stanice moskevského metra. lze zde přestoupit na stejnojmennou stanici Moskevského centrálního okruhu a stejnojmennou zastávku obsluhovanou na lince MCD-4.

## Charakter stanice
Kutuzovskaja se nachází ve střední částí Filjovské linky. Je to povrchová stanice s dvěma bočními, mírně ohnutými nástupišti. Ty jsou vzájemně spojená nadchodem vedeným přes střed stanice. Je pojmenována podle Kutuzovského prospektu, který vede nad stanicí. Koncepce povrchové stanice metra patří v celé síti k několika ojedinělým, během desetiletí však byla poškozena hlavně místním podnebím (vysoké výkyvy teplot apod.) Stanice se otevřela 7. listopadu 1958 jako součást úseku Filjovské linky mezi stanicemi Kijevskaja a Kutuzovskaja; do roku 1959 plnila funkci konečné stanice.